# Barakovo
Barakovo (macedónul: Бараково) település Észak-Macedóniában, a Pelagonijai körzet Demir Hiszar-i járásában.

## Népesség
| Lakosok száma | 199  | 125  | 118  | 94   | 90   | 76   | 74   | 67   | 55   |
|               | 1948 | 1953 | 1961 | 1971 | 1981 | 1991 | 1994 | 2002 | 2021 |

2002-ben 67 lakosa volt, akik közül 66 macedón és 1 egyéb.